# Oskar Ziegenaus
Oskar Ziegenaus (* 20. Oktober 1903 in Landshut; † 12. Februar 1990) war ein deutscher Bauforscher.

## Leben
Oskar Ziegenaus studierte Architektur an der TH München. Von 1930 bis 1934 war er dort Hilfsassistent bei Hubert Knackfuß am Lehrstuhl für antike Baukunst, hier war er für dessen Publikation zum Tempel von Didyma tätig. Für 1932/33 erhielt er das Reisestipendium des Deutschen Archäologischen Instituts. 1933 wurde er Grabungsarchitekt in Pergamon und hatte dort in Vertretung von Theodor Wiegand bis Ende 1936 die örtliche Grabungsleitung inne. Er grub vor allem am Asklepieion, an der Hallenstraße und an der Roten Halle. Von 1937 bis 1941 war er im Luftwaffenbauamt tätig und leistete dann Militärdienst. Nach 1945 war er zunächst als freier Architekt in München tätig, Ende 1947 wurde er Assistent von Friedrich Krauss an der TH München und wirkte an dessen Forschungen am Tempel von Paestum mit. 1952 bis 1954 war er Grabungsarchitekt des Heraion von Samos unter Ernst Buschor. 1956 erfolgte die Promotion zum Dr.-Ing. Von 1955 bis zu seinem Ruhestand 1968 war er Wissenschaftlicher Referent für Ausgrabungswesen an der Zentrale des Deutschen Archäologischen Instituts. Ab 1957 war er Grabungsarchitekt unter Erich Boehringer bei den neu begonnenen Ausgrabungen in Pergamon, von 1969 bis 1971 leitete er selbst die Ausgrabungen.

## Veröffentlichungen
- mit Gioia de Luca: Das Asklepieion. Der südliche Temenosbezirk in hellenistischer und frührömischer Zeit (= Altertümer von Pergamon Bd. XI 1). de Gruyter, Berlin 1968
- Das Asklepieion. Der nördliche Temenosbezirk und angrenzende Anlagen in hellenistischer und frührömischer Zeit (= Altertümer von Pergamon Bd. XI 2).de Gruyter, Berlin 1975, ISBN 3-11-00487-36.
- Das Asklepieion. Die Kultbauten aus römischer Zeit an der Ostseite des Heiligen Bezirks (= Altertümer von Pergamon Bd. XI 3). de Gruyter, Berlin 1981, ISBN 3-11-00828-37.